# Hiroki Tanaka
Hiroki Tanaka (田中 寛己 Tanaka Hiroki?, nacido el 25 de mayo de 1991 en Kanagawa) es un futbolista japonés que se desempeña como defensa.

## Trayectoria

### Clubes
| Club                | País  | Año         |
| ------------------- | ----- | ----------- |
| Kataller Toyama     | Japón | 2014 - 2015 |
| FC Maruyasu Okazaki | Japón | 2016 -      |

## Estadística de carrera

### J. League
| Club            | Año   | J. League | J. League | Copa J. League | Copa J. League | Total | Total |
| Club            | Año   | Part.     | Goles     | Part.          | Goles          | Part. | Goles |
| --------------- | ----- | --------- | --------- | -------------- | -------------- | ----- | ----- |
| Kataller Toyama | 2014  | 13        | 0         | -              | -              | 13    | 0     |
| Kataller Toyama | 2015  | 13        | 0         | -              | -              | 13    | 0     |
| Total           | Total | 26        | 0         | 0              | 0              | 26    | 0     |